# كارليسل-روكليدج
كارليسل-روكليدج (بالإنجليزية: Carlisle-Rockledge)‏ هي مدينة أمريكية تقع في ولاية ألاباما.ويبلغ عدد سكانها 2137 نسمة حسب إحصاء سنة 2010 م.